# Gurjara-Pratihara
La dinastia Gurjara-Pratihara, també coneguda com l'Imperi Pratihara, fou un poder imperial indi que va governar una part de l'Índia del nord de meitat del segle VII al segle xi. Van governar primer a Ujjain i més tard a Kannauj.

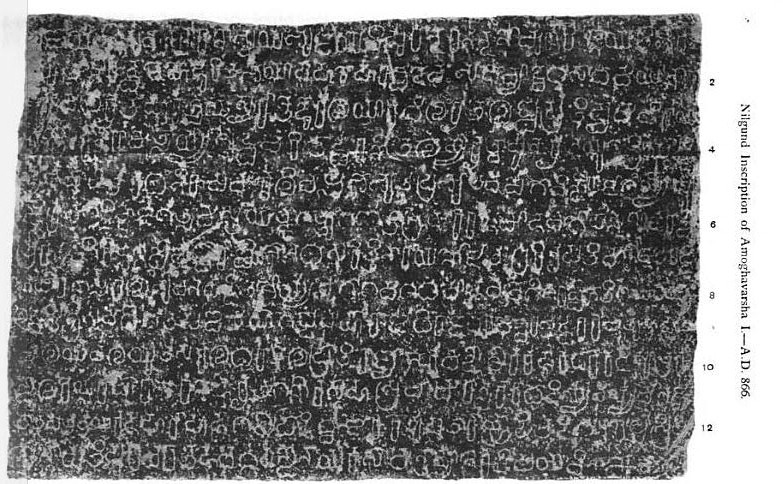
Inscripció de Nilgund (866) de Amoghavarsha on esmenta que el seu pare Govinda III havia subjugat als Gurjares de Chitrakuta

Els Gurjara-Pratihares foren importants en contenint els exèrcits àrabs que avançaven a l'est del riu Indo. Nagabhata I va derrotar l'exèrcit àrab sota Djunaid i Tamin durant les campanyes del Califa a l'Índia. Sota Nagabhata II, els Gurjara-Pratihares esdevingueren la dinastia més potent a l'Í India del nord. Nagabhata II va ser succeït pel seu fill Ramabhadra, que va governar breument, i va ser succeït pel seu fill Mihira Bhoja. Sota Bhoja i el seu successor Mahendrapala I, l'imperi Pratihara va assolir el seu cim de prosperitat i poder. L'extensió del seu territori va competir en el de l'Imperi Gupta, i en temps de Mahendrapala l'imperi va assolir de la frontera del Sind a l'oest fins a Bengala a l'est, i del Himalaya al nord fins a més enllà del Narmada al sud L'expansió un cop més va provocar la lluita de poder pel control del subcontinent indi en la que fou coneguda com la Lluita Tripartita entre l'imperi Raixtrakuta, l'imperi Pala i els Gurjara-Pratihares. Durant aquest període, els emperadors Pratihares van agafar el títol de Maharajadhiraja de Āryāvarta (Gran Rei de Reis d'Índia del Nord).
L'imperi Gurjara-Pratihara és conegut per les seves escultures, plafons grabats i temples d'estil de pavelló obert. El desenvolupament més gran de Gurjara-Pratihara va tenir lloc a Khajuraho (un lloc patrimoni de la Humanitat de la UNESCO).
El poder dels Pratihares va ser debilitat per lluites dinàstiques. A més fou també afectat per una gran expedició al Dècan del governant raixtrakuta Indra III, que aproximadament el 916 va saquejar Kannauj. Sota una successió de governants obscurs, els Pratihares mai van recuperar la seva influència anterior. Els seus feudataris esdevingueren més i més potents i un per un van trencar la seva lleialtat fins que al final del segle X els Pratihares controlaven poc més del Doab Gangètic (les terres entre el Yamuna i el Ganges). El seu darrer rei important, Rajyapala, va ser expulsat de Kannauj per Mahmud de Ghazni el 1018.

## Etimologia i origen
L'origen de la dinastia i el significat del terme "Gurjara" en el seu nom és un tema de debat entre historiadors. Els governants d'aquesta dinastia van utilitzar el nom de "Pratihara" pel seu clan, i mai es van referir a ells mateixos com Gurjares. L'Imperi dels Pratihares podria haver emfatitzat el seu caràcter Kshatriya, en comptes de Gurjara, per raons polítiques. Tanmateix, a nivells local Pratihares no van projectar la seva identitat tribal (Gurjara) i van reclamar descendència del heroi llegendari Lakshmana, qui es diu wur vas actuar com a pratihara ("uixer") del seu germà Rama. K. A. Nilakanta Sastri va teoritzar que els avantpassats dels Pratihares van servir als Raixtrakutes, i el terme "Pratihara" deriva del títol del seu ofici a la cort Raixtrakuta.
Múltiple inscriptions de les dinasties veïnes descriuen els Pratihares com "Gurjara". El terme "Gurjara-Pratihara" només apareix a la inscription de Rajor d'un governant feudatari anomenat Mathanadeva, que es descriu a si mateix com "Gurjara-Pratihara". Un altre rei Pratihara anomenat Hariraja és també esmentat com a "ferotge Gurjara" (garjjad gurjjara meghacanda) en la inscripció de Kadwaha. Segons un escolar de pensament, Gurjara era el nom del territori (vegeu Gurjaradesa o Gurjara-desha) governat originalment pels Pratihares; gradualment, el terme va venir a assenyalar les persones d'aquest territori. Una teoria oposada és que Gurjara era el nom de la tribu al qual la dinastia pertanyia, i Pratihara era un clan d'aquesta tribu. Diversos historiadors consideren als Gurjaress com els avantpassats dels moderns Gurjars o Gujjar (tribu). El proponents de la teoria d'identificació tribal argumenten que la inscripció de Rajor esmenta la frase: "tots els camps conreats pels Gurjares". Aquí, el terme "Gurjara" evidentment refereix a un grup de persones més que una regió. La Pampa Bharata es refereix al rei Gurjara-Pratihara de nom Mahipala com a rei Gurjara. Rama Shankar Tripathi argumenta que aquí Gurjara només pot referir a l'etnicitat del rei i no a territori, ja que els Pratihares governaven una àrea molt més gran que el Gurjaradesa, que n'era només una petita part. Crítics d'aquesta teoria, com D. C. Ganguly, argumenten que el terme "Gurjara" és utilitzat com a gentilici en la frase "conreada pels Gurjares". Diverses fonts antigues incloent-hi inscripcions esmenten clarament "Gurjara" com el nom d'un país. Shanta Rani Sharma anota que una inscripció de Gallaka del 795 declara que Nagabhata I, el fundador de l'Imperi Pratihara, va conquerir els "invencibles Gurjares," cosa que fa inversemblant que el Pratihares fossin els Gurjaras. Tanmateix, admet que l'Imperi Pratihara era de fet conegut com Gurjara, a compte de la seva nacionalitat. Esmenta dos grups de gent que van ser coneguts com a Gurjares, i dibuixa una línia entre ells; els Gurjares que eren una ètnia i els Gurjarrs que eren els habitants de Gurjaradesa (País Gurjara). Segons ella, els Gujjars són els descendents dels ètnics Gurjares, i no tenien res a veure amb els Pratihares imperials o els Chalukya que foren també coneguts com a Gurjares (a causa de la seva nacionalitat Gurjara).
Entre els qui creuen que el terme Gurjara era al principi una identificació tribal, hi ha desacords sobre si eren estrangers o Indis natius. El proponents de la teoria d'origen estranger diuen que els Gurjara-Pratihares van emergir sobtadament com a poder polític a l'Índia del nord al voltant segle VI poc després de la invasió Huna d'aquella regió. Els crítics amb la teoria de l'origen estranger argumenten que no hi ha cap evidència concloent del seu origen estranger: estaven ben assimilats a la cultura índia. A més, si van envair l'Índia a través del nord-oest, és inexplicable què escollissin establir-se a l'àrea semiàrida del modern Rajasthan, més que la fèrtil planta Indo-Gangètica.
Segons la llegenda del Agnivansha donada en els manuscrits més tardans del Prithviraj Raso, els Pratihares i tres altres dinasties rajputs es van originar d'un sacrificial en una fossa de foc (agnikunda) al Mont Abu. Alguns historiadors de l'era colonial van interpretar aquest mite per suggerir un origen estranger per aquestes dinasties. Segons aquesta teoria, els estrangers van ser admesos en el sistema hindu de castes després d'un ritual de foc. Tanmateix, aquesta llegenda no es troba en les còpies disponibles més antigues del Prithviraj Raso. És basat en una llegenda Paramara; al segle xvi els bards rajputs probablement van ampliar la llegenda original per incloure altres dinasties incloent-hi els Pratihares, per tal d'adoptar la unitat rajput contra els Moghuls.

## Història
La família imperial de Gurjara-Pratihara que va governar Kannauj al principi apareix governant Ujjayani a la regió d'Avanti. El text jain Harivaṃśun, que va ser completat el 783-84, declara que Vatsaraja era el rei d'Avanti. El 871 la inscripció de Sanjan en coure del governant Raixtrakuta Amoghavarsha declara que el seu avantpassat Dantidurga (que va regnar el 735–756) va celebrar una cerimònia religiosa a Ujjayani (Ujjain). En aquell temps, el rei de Gurjaradesa (País Gurjara) va actuar com el seu uxier (pratihara). L'ús de la paraula pratihara sembla ser un joc de paraules, suggerint que el rei Raixtrakuta rei va sotmetre al rei Gurjara-Pratihara que governava a Avanti en aquell temps.

### Primers governants
Nagabhata I (730–756) va estendre el seu control a l'est i al sud de Mandor, conquerint Malwa fins a Gwalior i el port de Bharuch al Gujarat. Va establir la seva capital a Avanti a Malwa, i va fer front a l'expansió dels àrabs, que s'havien establert al Sind. En aquesta batalla (738) Nagabhata va dirigir un confederació dels Gurjara-Pratihares per derrotar els àrabs musulmans que fins llavors estaven pressionant victoriós a través d'Iran i Àsia de l'oest. Nagabhata I fou seguit per dos successors dèbils, que foren al seu torn succeïts per Vatsraja (775–805).

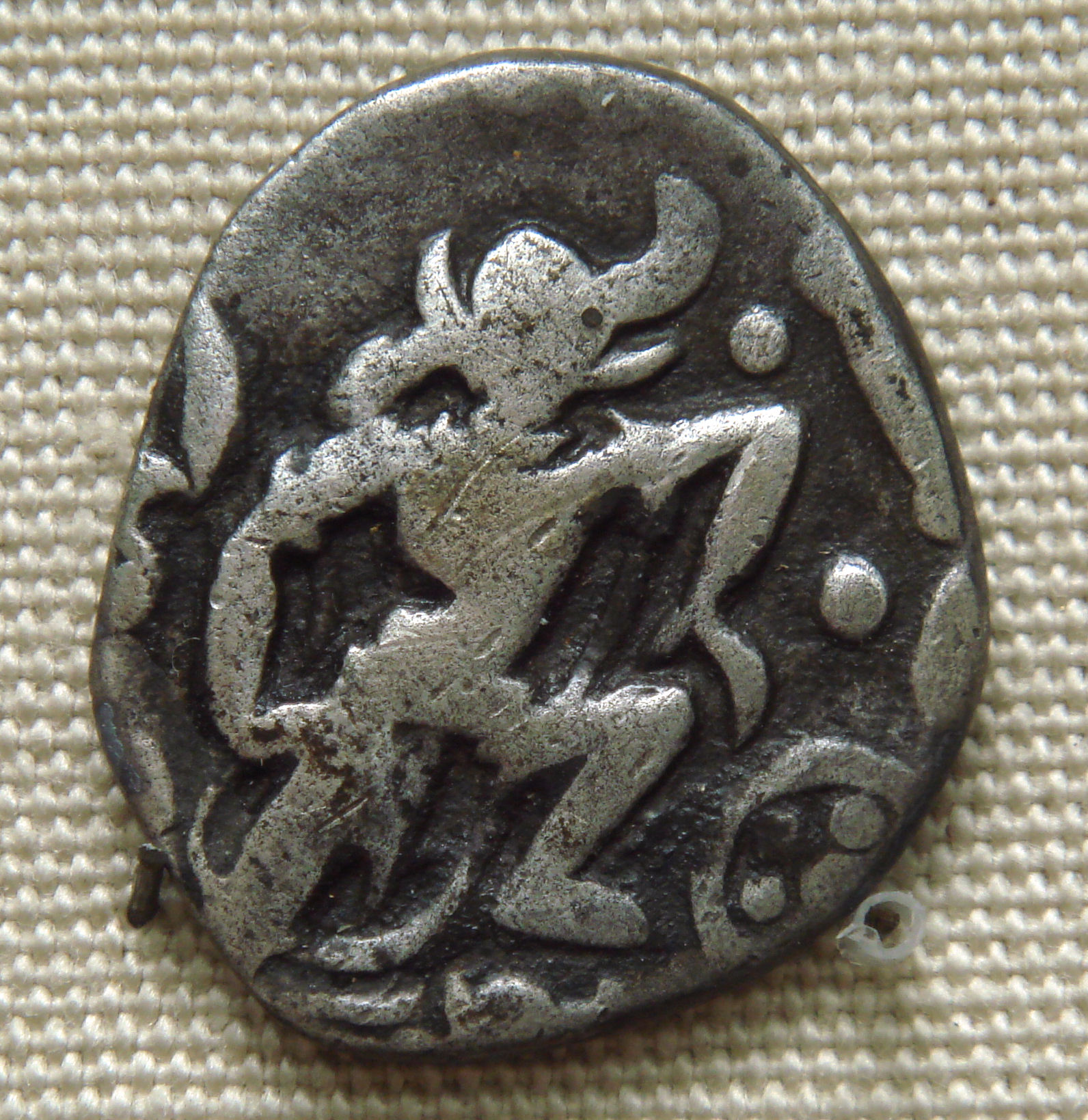
Varaha (El avatar de Vixnu amb cap de porc senglar), en una moneda Pratihara. 850–900. Museu britànic.

### Conquesta de Kannauj i expansió posterior
La metròpoli de Kannauj havia patit un buit de poder després de la mort de Harxa sense un hereu, cosa que va resultar en la desintegració de l'Imperi de Harxa. Aquest espai fou finalment omplert per Yashovarman al voltant d'un segle més tard però la seva posició era dependent de una aliança amb Lalitaditya Muktapida. Quan Muktapida va soscavar a Yashovarman, es va desenvolupar una lluita tri-partita pel control de la ciutat, implicant els Pratihares (el territori dels quals era en aquell temps al de l'oest i del nord de Kanauj), els Palas de Bengala a l'est i els Raixtrakutes al sud, al Dècan. Vatsraja va desafiar i derrotar el governant Pala Dharmapala i Dantidurga el rei Raixtrakuta pel control de Kannauj.
Al voltant del 786, el governant Raixtrakuta Dhruva (vers 780–793) va travessar el riu Narmada a Malwa, i d'allà va intentar capturar Kannauj. Vatsraja va ser derrotat per Dhruva Dharavarsha de la dinastia Raixtrakuta al voltant del 800. Vatsraja va ser succeït per Nagabhata II (805–833), que inicialment fou derrotat pel governant Raixtrakuta Govinda III (793–814), però més tard va recuperar Malwa dels Rashtrakutas, va conquerir Kannauj i la plana Indo-Gangètica fins a Bihar als Palas, i un altre cop va enfrontar als musulmans a l'oest. Va reconstruir el gran temple de Xiva a Somnath al Gujarat, el qual havia estat enderrocat en una expedició àrab al Sindh. Kannauj esdevingué el centre de l'estat Gurjara-Pratihara, el qual va cobrir bona part de l'Índia del nord durant el cim del seu poder, vers 836–910.
Rambhadra (833-836) va succeir breument a Nagabhata II. Mihira Bhoja (vers 836–886) va expandir els dominis Pratihara a l'oest cap a la frontera de Sind, a l'est cap a Bengal, i a sud fins al Narmada. El seu fill, Mahenderpal I (890–910), es va expandir encara més a l'est a Magadha, Bengala, i Assam.

### Decadència
Bhoj II (910–912) fou enderrocat per Mahipala I (912–944). Diversos feudataris de l'imperi van aprofitar la debilitat provisional dels Gurjara-Pratihares per declarar la seva independència, notablement els Paramares de Malwa, els Chandeles de Bundelkhand, el Kalachuris de Mahakoshal, els Tomares de Haryana, i el Chauhans de Rajputana. L'Emperador indi del sud Indra III (vers 914–928) de la dinastia Raixtrakuta va capturar breument Kanauj el 916, i tot i que els Pratihares van recuperar la ciutat, la seva posició va continuar debilitant-se al segle x, en part arran de haver de lluitar simultàniament amb els atacs turcs de l'oest, els atacs de la dinastia Raixtrakuta del sud i els avenços Pala a l'est. Els Gurjara-Pratihares van perdre el control del Rajasthan a mans dels seu feudataris, i els Chandeles van capturar la fortalesa estratègica de Gwalior a l' Índia central al voltant del 950. Pel final del segle X els dominis Gurjara-Pratihara havien disminuït fins a esdevenir un estat petit centrat a Kannauj.
Mahmud de Ghazni va capturar Kanauj el 1018, i el rei Pratihara Rajapala va fugir. Fou després capturat i mort pel governant Chandela Vidyadhara. El governant Chandela llavors va col·locar al tron a Trilochanpala, fill de Rajapala, com a titella. Jasapala, el darrer Gurjara-Pratihara governant a Kannauj, va morir el 1036.

## Llista de reis
- Nagabhata I (730–760)
- Kakustha i Devaraja (760–780)
- Vatsaraja (780–800)
- Nagabhata II (800–833)
- Ramabhadra (833–836)
- Mihira Bhoja (Bhoja I) (836–885)
- Mahendrapala I (885–910)
- Bhoja II (910–913)
- Mahipala I (913–944)
- Mahendrapala II (944–948)
- Devapala (948–954)
- Vinayakapala (954–955)
- Mahipala II (955–956)
- Vijayapala II (956–960)
- Rajapala (960–1018)
- Trilochanapala (1018–1027)
- Yasahpala (1024–1036)

## Art Gurjara-Pratihara
Hi ha exemples notables d'arquitectura dels Gurjara-Pratihara, incloent escultures i plafons gravats. Els seus temples, construïts en un estil de pavelló obert, són particularment impressionants a Khajuraho.

## Campanyes del Califat a l'Índia

Triangle de Kanauj

Al-Junayd, el successor de Muhàmmad ibn al-Qàssim, finalment va sotmetre la resistència hindú al Sind. Aprofitant les condicions a l'Índia occidental, la qual en aquell temps estava dividida amb molts estats petits, al-Junayd va dirigir un gran exèrcit a la regió a principis del 738. Dividint aquesta força en dos va saquejar diverses ciutats al sud del Rajasthan, oest de Malwa, i Gujarat.
Inscripcions índies confirmen aquesta invasió però enregistren l'èxit àrab només contra els petits estats del Gujarat. També enregistren la derrota dels àrabs en dos llocs. L'exèrcit del sud es va dirigir al sud de i fou rebutjat a Navsari per l'Emperador indi del sud Vikramaditya II de la dinastia Chalukya dinastia i pels Raixtrakutes. L'exèrcit que va anar cap a l'est, després de saquejar diversos llocs, va arribar a Avanti el governant de la qual, Nagabhata (de la dinastia Gurjara-Pratihara) va derrotar els invasors i els va forçar a fugir. Després de la seva victòria Nagabhata va aprofitar la situació d'anarquia per adquirir el control sobre els nombrosos petits estats fins a la frontera de Sind.
Al-Junayd probablement va morir de les ferides que li van infligir en la batalla amb els Gurjara-Pratihares. El seu successor Tamin va organitzar un exèrcit nou i va intentar venjar al-Junayd el següent any 738. Però aquesta vegada Nagabhata, amb els seus feudataris Chauhans i Guhilot, va enfrontar a l'exèrcit musulmà abans de sortir de les fronteres del Sind. La batalla va resultar en una completa derrota dels àrabs que van fugir cap al Sind amb els Gurjara-Pratihara al seu darrere.
Els àrabs van travessar a l'altre costat del riu Indo, abandonant totes les seves terres als victoriósos hindus. Els caps locals van aprofitar aquestes condicions per restablir la seva independència. Posteriorment els Àrabs van construir la ciutat de Mansurah a l'altra banda de l'ample i profund Indo, el qual els protegia d'un atac. La ciutat va esdevenir la seva nova capital al Sind. Amb això va començar el regnat de la dinastia imperial dels Gurjara-Pratihares.
En la inscripció de Gwalior queda enregistrat que l'emperador Gurjara-Pratihara Nagabhata "va aixafar el gran exèrcit del potent rei Mlechcha." Aquest gran exèrcit consistia en cavalleria, infanteria, artilleria de setge, i probablement una força de camells. Des que Tamin va assolir el càrrec com a nou governador va tenir una força de cavalleria siriana de Damasc, contingents àrabs locals, indis conversos del Sind, i mercenaris estrangers com el turcs. Tot junt l'exèrcit d'invasió podria haver tingut entre 10.000 i 15.000 cavallers, 5000 infants, i 2000 camells.
El cronista àrab Sulayman descriu l'exèrcit dels Pratihares com era el 851: "El governant dels gurjars manté forces nombroses i cap altre príncep indi té una cavalleria tant bona. És enemic dels àrabs, encara que reconeix que el rei dels àrabs és el més gran de governants. Entre els prínceps de l'Índia no hi ha enemic més gran de la fe islàmica que ell. Té riqueses i els seus camells i els cavalls són nombrosos."

## Llegat
Historiadors de l'Índia, des dels dies de Elphinstone, s'ha preguntat per la causa de la lentitud de l'avanç dels invasors musulmans a l'Índia en comparació amb el seu avenç ràpid en altres parts del món. Els àrabs possiblement només van fer petites invasions independents del Califa. Arguments de validesa dubtosa sovint han estat arguïts per explicar aquest fenomen únic. Actualment es creu que fou el poder dels Gurjara-Pratihares els que eficaçment van barrar el progrés dels Musulmans a la frontera del Sind, la seva primera conquesta, que va romandre estable gairebé tres-cents anys. A la llum d'esdeveniments més tardans això podria ser considerat com la "principal contribució dels Gurjara-Pratihares a la història d'Índia".